# Comibol
 (juillet 2024).
Si vous disposez d'ouvrages ou d'articles de référence ou si vous connaissez des sites web de qualité traitant du thème abordé ici, merci de compléter l'article en donnant les références utiles à sa vérifiabilité et en les liant à la section « Notes et références ».
La Comibol (en espagnol: Corporación Minera de Bolivia ou COMIBOL) est une société minière bolivienne d'État, créée le 2 octobre 1952 pour nationaliser les grandes mines d'étain du pays, qui exploitaient aussi le plomb, l'argent, le zinc, le wolfram, le cuivre et l'or.

## Histoire
La fondation de la Comibol a précédé la nationalisation des mines d'étain assurant 70 % de la production totale du pays, appartenant aux groupes des trois « barons de l'étain », Simon Patiño, Félix Aramayo et Moritz Hochschild, un Allemand qui a fait fortune en Amérique latine. Un total de 16 sociétés minières sont nationalisées le 31 octobre 1952 par le gouvernement de Víctor Paz Estenssoro et son Mouvement nationaliste révolutionnaire, qui vient de gagner les élections. 
La Comibol a été la principale entreprise publique bolivienne et le plus grand employeur du pays. La Comibol a aussi joué un rôle important dans la capitalisation de YPFB dans les années cinquante et soixante. En novembre 2014, Comibol était la troisième société publique bolivienne par les recettes, après YPFB et Vinto Metallurgical Company, nationalisée en février 2007 par Evo Morales.